# François-Henri de Virieu
François-Henri, markýz de Virieu (13. srpna 1754 v Grenoblu – 9. října 1793 v Lyonu) byl francouzský voják a politik, zpočátku zastánce myšlenek Francouzské revoluce, ale později její oponent.

## Životopis
Byl synem hraběte Louise-Françoise-Reného de Virieu, plukovníka francouzských granátníků, a vnukem Luise II. du Bouchet de Sourches. Studoval na Collège d'Harcourt, 21. prosince 1768 vstoupil mezi mušketýry, v roce 1770 se stal poručíkem pěchoty, v roce 1772 kapitánem, v roce 1780 druhým plukovníkem pluku de Monsieur a 12. března 1786 prvním plukovníkem Limousinského pluku.
Připojil se k reformnímu hnutí, jehož dějištěm bylo Dauphiné, a po nepokojích 10. května 1788 byl vyslán do Versailles, aby o něm informoval. Získal povolení ke svolání zemského shromáždění, ale nemohl se zúčastnit ani schůze ve Vizille, ani schůze v Romans.
Dne 4. ledna 1789 byl zvolen jako zástupce šlechty z Dauphiné do generálních stavů a byl jmenován členem ústavního výboru a poté informačního výboru. Dne 8. srpna podpořil Deklaraci lidských práv a 4. srpna požadoval zrušení práv na holubníky. Bojoval proti mimořádným soudům, podporoval královskou moc a výsady, vystupoval v obou komorách a požadoval právo veta. V parlamentu kvůli tomu způsobil velký rozruch. Poté navrhl stanovit dobu trvání zákonodárného období na tři roky a krátce nato přednesl projev o dani privilegovaných. Jako člen měnového výboru hlasoval pro přijetí plánu ministra Neckera.
Dne 27. dubna 1790 byl zvolen předsedou Ústavodárného shromáždění. Ale jeho projev, v němž si novou poslaneckou přísahu interpretoval po svém, vyvolal protesty a úřad opustil.
Požadoval pro krále právo na mír a válku, požadoval odpor proti odsouzení klubu Impartiaux ze strany obce Poitiers, vystupoval proti občanské ústavě duchovenstva a zrušení šlechtických výsad, požadoval stíhání poslanců zapojených do aféry ze 6 října, bojoval proti nahrazení trikolóry bílou vlajkou, pronesl projev ve prospěch emigrantů a proti znovusjednocení hrabství Venaissin s Francií, vystupoval proti lidovým politickým společnostem a nechal schválit chování obyvatel Paříže v době králova útěku.
Díky své tetě Louise de Tourzel, guvernantce královských dětí, neustále udržoval blízké vztahy s Tuilerijským dvorem a na příkaz Alžběty Francouzské podnikl cestu do Koblenze, aby poučil emigranty a prince o skutečném stavu Francie. Podepsal protesty z 12. a 15. září 1791 proti aktům Národního shromáždění a v květnu 1792 doprovázel Alžbětu do Turína a poté odjel do Lyonu.
Aktivně se účastnil událostí 29. května 1793, které nahradily republikánskou obec royalistickou, snažil se spojit lyonské povstání s federalistickými hnutími na jihu.
V noci z 9. října 1793 chtěl opustit Lyon, ale jeho jednotka, napadená přesilou, byla zdecimována a on sám byl zabit na křižovatce do Saint-Cyr a Collonges, na místě, kde byl později vztyčen misijní kříž.
Byl ženatý s Elisabeth Digeon de Monteton, která doprovázela Sofii Alžbetu a sestru Philippa Digeona de Monteton. Byl otcem Stéphanie de Virieu, dědečkem Octaviena de Quinsonas a předkem novináře Françoise-Henri de Virieu.
Jako svobodný zednář byl členem lóže La Parfaite union, kde nějakou dobu působil jako řečník. Později se připojil k Přísnému templářskému řádu. V roce 1778 se stal velitelem v Grenoblu. Nepodařilo se mu v Paříži založit lóži tohoto obřadu.